# Afonso de Portugal, 2.º conde de Vimioso
Afonso de Portugal (Reino de Portugal, 1519 – Sultanato Saadiano, 1578) foi um nobre português do século XVI, 2.º conde de Vimioso de 1549 até sua morte. Acompanhou o rei Sebastião I (r. 1557–1578) com seus três filhos na campanha contra o Sultanato Saadiano, no Magrebe, e lutou na Batalha de Alcácer-Quibir.
Membro da alta nobreza portuguesa e parente próximo da casa real, foi senhor das vilas de Aguiar, Vimioso e Vimieiro, alcaide-mor desta última vila, comendador e alcaide-mor de Tomar, de Pias e de outras localidades.[carece de fontes?] Pelo seu casamento com Luísa de Gusmão, filha de Francisco de Gusmão, senhor da capitania de Machico, e de sua mulher, foi capitão do donatário da capitania de Machico, na ilha da Madeira.

## Reinado de João III de Portugal
Afonso nasceu em 1519. Era filho de Francisco de Portugal, 1.º conde de Vimioso, e Joana de Vilhena e irmão de Manuel de Portugal, comendador de Vimioso. Seguiu a carreira das armas, dedicando-se também às belas letras, com distinção, especialmente no estudo da língua latina.
Aos dezasseis anos alcançou licença de D. João III de Portugal para, com outros fidalgos, acompanhar o infante D. Luís. Este partia secretamente para a expedição de Tunis, onde o imperador Carlos V tentava tomar de assalto o castelo de Goleta, o que conseguiu, apesar da tenaz resistência. Carlos V recebeu-o com  atenções e, reconhecendo os merecimentos de sua casa, distinguiu-o com a especial demonstração de o mandar entrar no seu conselho de guerra; quis que se instruísse ouvindo os votos de tantos homens já bem experimentados na vida militar.
Aos 25 anos, o rei português nomeou-o do seu conselho, numa carta muito honrosa, escrita em Almeirim a 11 de fevereiro de 1544. D. Afonso estava destinado pelo rei a casar com filha de D. Jaime, duque de Bragança quando, arrastado por ardente paixão, contratou casamento em 1549 com D. Luísa de Gusmão, dama da infanta D. Maria, filha e herdeira de Francisco de Gusmão, mordomo-mor da mesma infanta, senhor da capitania da vila de Machico e da de Santa Cruz na ilha da Madeira, as quais dava em dote à sua filha.
A rainha de França D. Leonor, mãe da infanta D. Maria, fez mercê a D. Luísa, em muito honroso alvará, de 2.000 cruzados para o casamento, celebrado em Puisi a 18 de Julho de 1547. O contrato do casamento causou dissabor ao conde seu pai, por abandonar a aliança com os Duques de Bragança, família mais honrosa e ilustre.

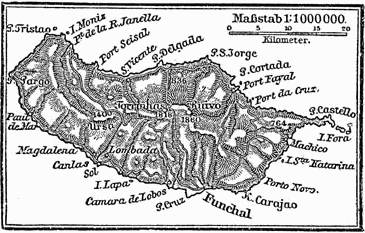
Carta da ilha da Madeira (1888).

Em 1549, morto o 1º conde de Vimioso, D. Afonso sucedeu em toda a casa paterna e no título, como 2º conde de Vimioso, cujo brasão de armas é o antigo da Casa de Bragança e dos Condes do Vimioso. O rei nomeou-o vedor da Fazenda, cargo vago por morte do pai, cuja sucessão já lhe estava prometida.
Em 1557, D. João III determinou que a sua irmã, a infanta D. Maria, passasse a Castela a encontrar-se com a mãe, rainha de França, e nomeou o conde de Vimioso para a acompanhar. Estava tudo pronto com todo o brilhantismo que pedia uma jornada tão especial, quando a partida ficou transtornada pelo falecimento de D. João III em Junho. D. Sebastião de Portugal sucedeu-o no trono e Vimioso assistiu ao auto da sua aclamação.

## Regência de Catarina de Áustria

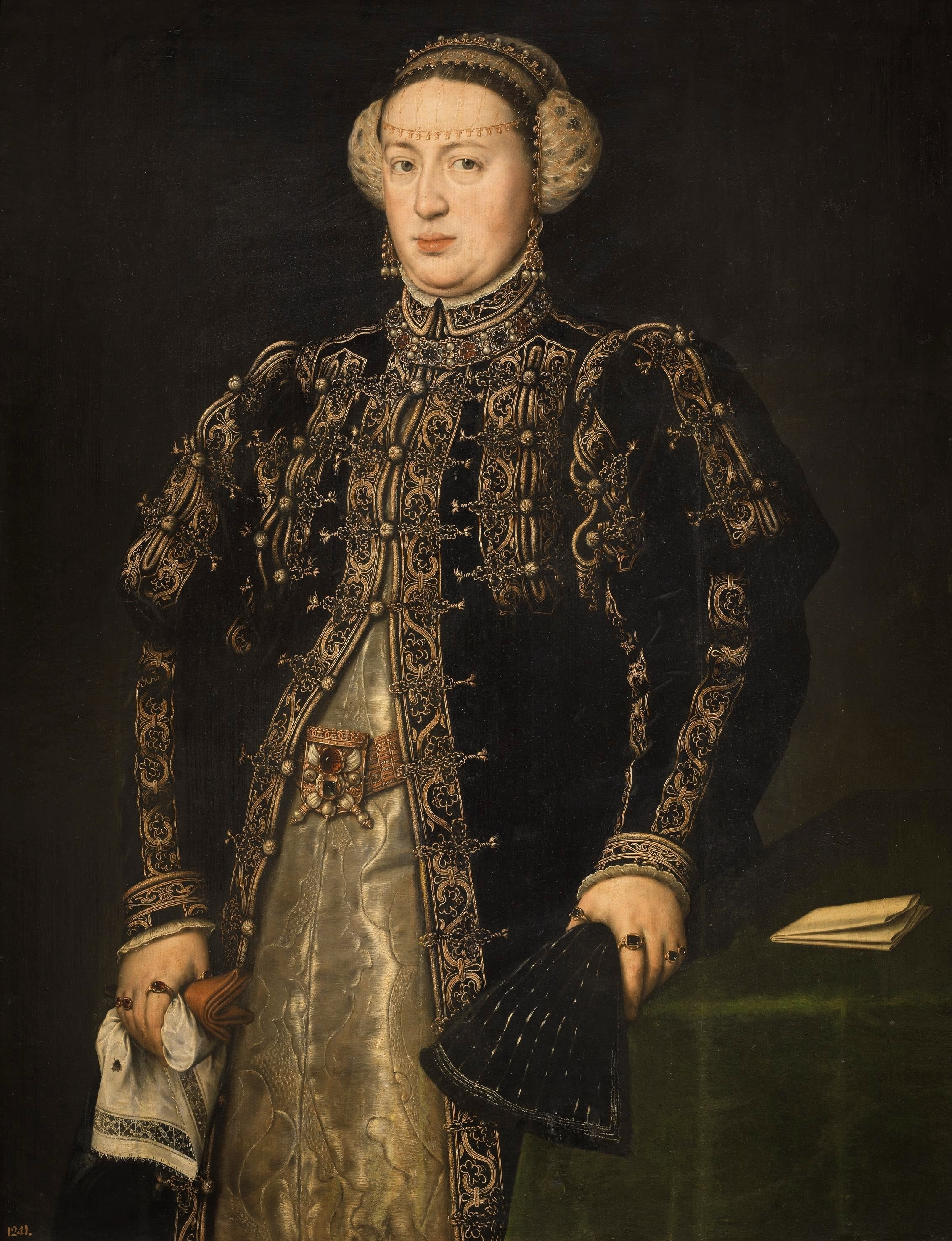
Retrato de Catarina de Áustria (1552).

Meses depois, a regente D. Catarina tornou a nomeá-lo para acompanhar a infanta na jornada em visita a sua mãe. O conde escusou-se, alegando não estar nessa ocasião habilitado a fazer novas despesas numa jornada tão grandiosa, em tão pouco tempo. Poucos meses antes, nos preparativos para a jornada que se frustrara, vira-se obrigado a empenhar a sua casa, de que não recebera remuneração nem despacho.
A rainha mandou propor uma indemnização pelo Duque de Aveiro e pelo secretário Pedro de Alcáçova, oferecendo-lhe o título com diversas mercês para o seu filho, entre elas as vilas de Vimioso e de Aguiar, de juro e herdade, com as alcaldarias-mores de Tomar e Terena, com a cláusula de largar o cargo de vedor da Fazenda - o que o conde não aceitou.
Chegaram a este tempo a Badajoz as rainhas de França e da Hungria, esta cunhada e a outra irmã da regente D. Catarina; com esta notícia era urgente apressar a jornada da infanta. O conde tornou a escusar-se, mandando petição à soberana, alegando estar doente. D. Catarina tanto instou, invocando a memória de seu pai que, vassalo dedicado ao defunto rei, Afonso viu-se obrigado a aceitar a missão. Satisfeita, a rainha  mandou o seu secretário Pedro de Alcáçova escrever-lhe, da sua parte, que muito lhe agradecia a resolução.
Com a actividade de que era dotado, em pouco tempo conseguiu formar luzida comitiva e, apesar de coberta de luto pelo falecimento do rei, foi grande seu aparato e magnificência. Voltaram no ano seguinte com a infanta, que o conde a muito custo persuadiu a regressar a Portugal, porque queria ficar na companhia de sua mãe.

## Reinado de Sebastião de Portugal

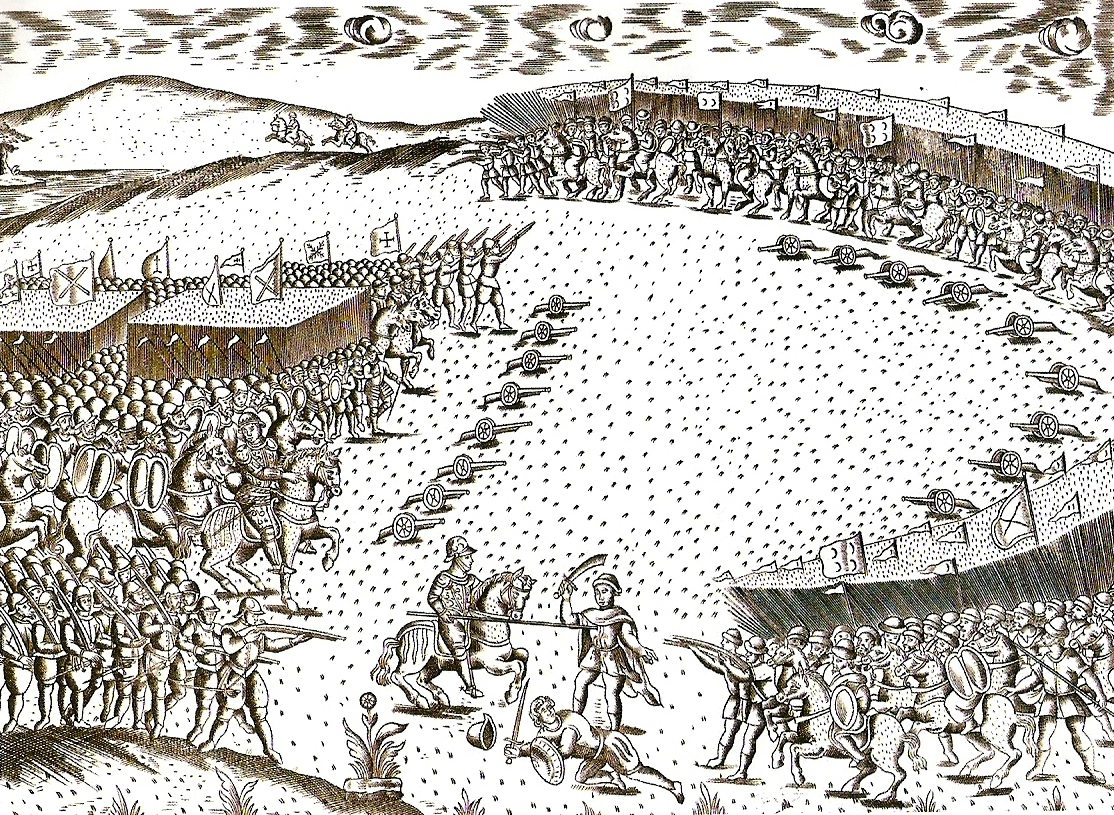
Batalha de Alcácer-Quibir, 1578. in: Miscellanea (Miguel Leitão de Andrade, 1629.).

Por um alvará de Lisboa, de 20 de Setembro de 1564, D. Sebastião fez-lhe a mercê especial de poder caçar, um dia cada semana, às lebres com dois galgos e às perdizes com um açor. Por outro alvará passado em Almeirim a 19 de Fevereiro de 1567, o rei lhe fez mercê de que os seus servidores das vilas de Vimioso e de Aguiar da Beira pudessem assistir fora delas, não passando de 6 léguas.
D. Afonso assistiu nas primeiras cortes de D. Sebastião e foi dos consultados sobre o casamento. Por carta, escrita em Lisboa em 10 de Outubro de 1567, o rei dava-lhe conta do que se passava, querendo seu parecer. Tomando D. Sebastião posse do governo em 1568, Vimioso continuou no mesmo lugar de vedor da Fazenda, que servira ao príncipe D. João, seu pai, e a D. João III, seu avô. Em outro alvará, de Leiria a 8 de Setembro de 1569 foi-lhe concedida aposentadoria e tudo que lhe fosse preciso para as suas jornadas.
Em 1578, quando o monarca resolveu a sua segunda e tão desastrosa jornada a África, foi acompanhado pelo conde de Vimioso, e por três filhos seus: D. Francisco de Portugal, sucessor da sua casa, D. Luís e D. Manuel de Portugal. Todos estiveram presentes na batalha de Alcácer-Quibir, em resultado da qual o D. Afonso ficou prisioneiro, morrendo no cárcere em Marrocos.

## Descendência
Do seu casamento em 1549 com D. Luísa de Gusmão, teve:
- D. Francisco II, conde de Vimioso (1550 - Açores, 26 de Julho de 1582) )
- Álvaro (m. 1582), em Nápoles
- João (m. 1639), bispo de Viseu
- Manuel (m. 1578), em Alcácer Quibir
- Nuno Álvares, (m. depois de 1625), casado com Joana de Portugal, senhora de Vale de Palma